# Кристиан, Алекс Жуниор
Алекс Жуниор Кристиан (гаит. креол. и фр. Alex Júnior Christian; род. 5 декабря 1993, Порт-о-Пренс) — гаитянский футболист, защитник сборной Гаити.

## Карьера

### Клубная карьера
Футбольную карьеру начал в 2013 году в составе клуба «Вьолетт».
В 2019 году подписал контракт с клубом «Арарат-Армения».
В феврале 2021 года перешёл в казахстанский клуб «Атырау», подписав контракт на один сезон.
В январе 2022 года подписал контракт с клубом «Тараз».
Первую половину 2023 года провёл в грузинском клубе «Телави».
В июле 2023 года вернулся в чемпионат Казахстана, подписав контракт с клубом «Аксу».

### Карьера в сборной
За сборную Гаити дебютировал 27 марта 2015 года в товарищеском матче со сборной Китая. Принимал участие в Кубке Америки 2016, Золотых кубках КОНКАКАФ 2019, 2021 и 2023.

## Достижения
«Арарат-Армения»
- Чемпион Армении (2): 2018/19, 2019/20

## Клубная статистика
| Игровая карьера | Игровая карьера | Игровая карьера | Лига | Лига | Кубок | Кубок | Межд. | Межд. | Др. | Др. |
| --------------- | --------------- | --------------- | ---- | ---- | ----- | ----- | ----- | ----- | --- | --- |
| 2018/2019       | Арарат-Армения  | А               | 11   | 0    | 2     | 0     | —     | —     | —   | —   |
| 2019/2020       | Арарат-Армения  | А               | 19   | 0    | 4     | 0     | 2     | 0     | 1   | 0   |
| 2020/2021       | Арарат-Армения  | А               | 4    | 0    | —     | —     | 1     | 0     | 1   | 0   |
| 2021            | Атырау          | A               | 2    | 0    | —     | —     | —     | —     | —   | —   |